# Eatonina kitanagato
Eatonina kitanagato is een slakkensoort uit de familie van de Cingulopsidae. De wetenschappelijke naam van de soort is voor het eerst geldig gepubliceerd in 1998 door Fukuda, Nakamura & Yamashita.